# Can Ferrandis
|  | Per a altres significats, vegeu «Can Ferrandis (Fornells de la Selva)». |

Can Ferrandis és un habitatge al municipi de la Garriga (el Vallès Oriental) inclòs en l'Inventari del Patrimoni Arquitectònic de Catalunya. Casa unifamiliar entre mitgeres. Consta de planta baixa, pis i golfes. La façana, de pedra, està recoberta amb arrebossat de guix. El portal d'entrada és de pedra amb arc de mig punt adovellat. Les obertures de la planta pis i de la planta on hi ha les golfes són rectangulars i estan encerclades amb marc de pedra. La coberta és a dues vessants.